# Helena de Adiabene

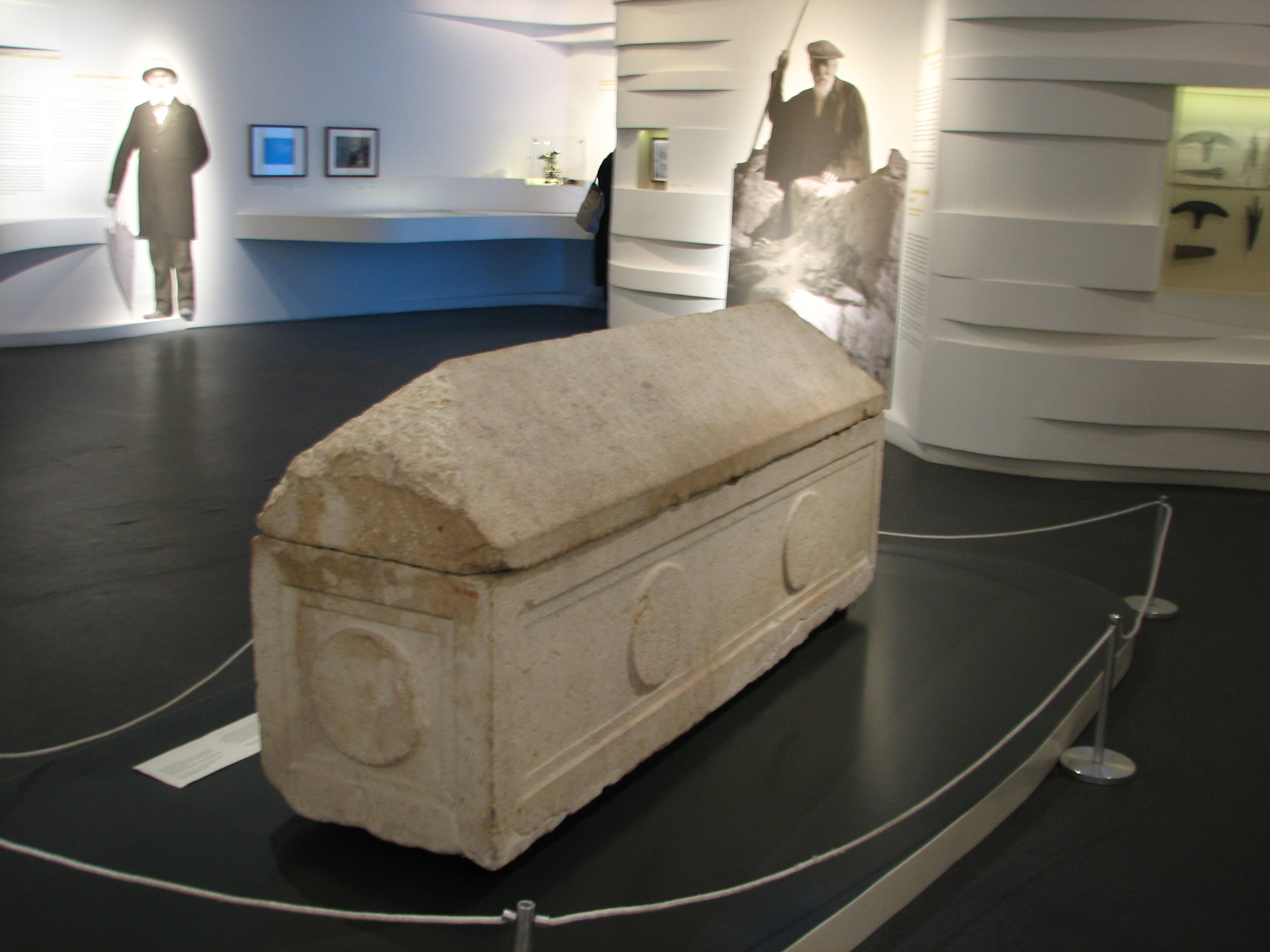
Sarcófago de Helena de Adiabene, Muséo de Israel.

Helena de Adiabene fue reina de Adiabene y esposa de Monobaz I. Con él tuvo a Izates II y Monobaz II. 
Murió alrededor del 56 d. C. El hecho de que fuera hermana de su marido indica que era de origen helénico. Helena se convirtió al judaísmo hacia el año 30 d. C.

## Palacio de Jerusalén
El palacio real de la reina Helena de Adiabene parece haber sido descubierto por el arqueólogo Doron Ben-Ami con la ayuda de Alexis Quinteros durante las excavaciones en la Ciudad de David en 2007. El palacio era un edificio monumental ubicado en la Ciudad de David justo al sur del Monte del templo y destruido por los romanos en el 70 DC. En las ruinas se encontraron monedas y vasos de piedra que permitieron determinar su fecha. En el sótano hay una Mikve.